# Aleksejs Višņakovs
Aleksejs Višņakovs, wym. [wiszniakows] (ur. 3 lutego 1984 w Rydze) – łotewski piłkarz rosyjskiego pochodzenia występujący na pozycji lewego lub prawego pomocnika. Starszy brat Eduardsa Višņakovsa.

## Kariera klubowa

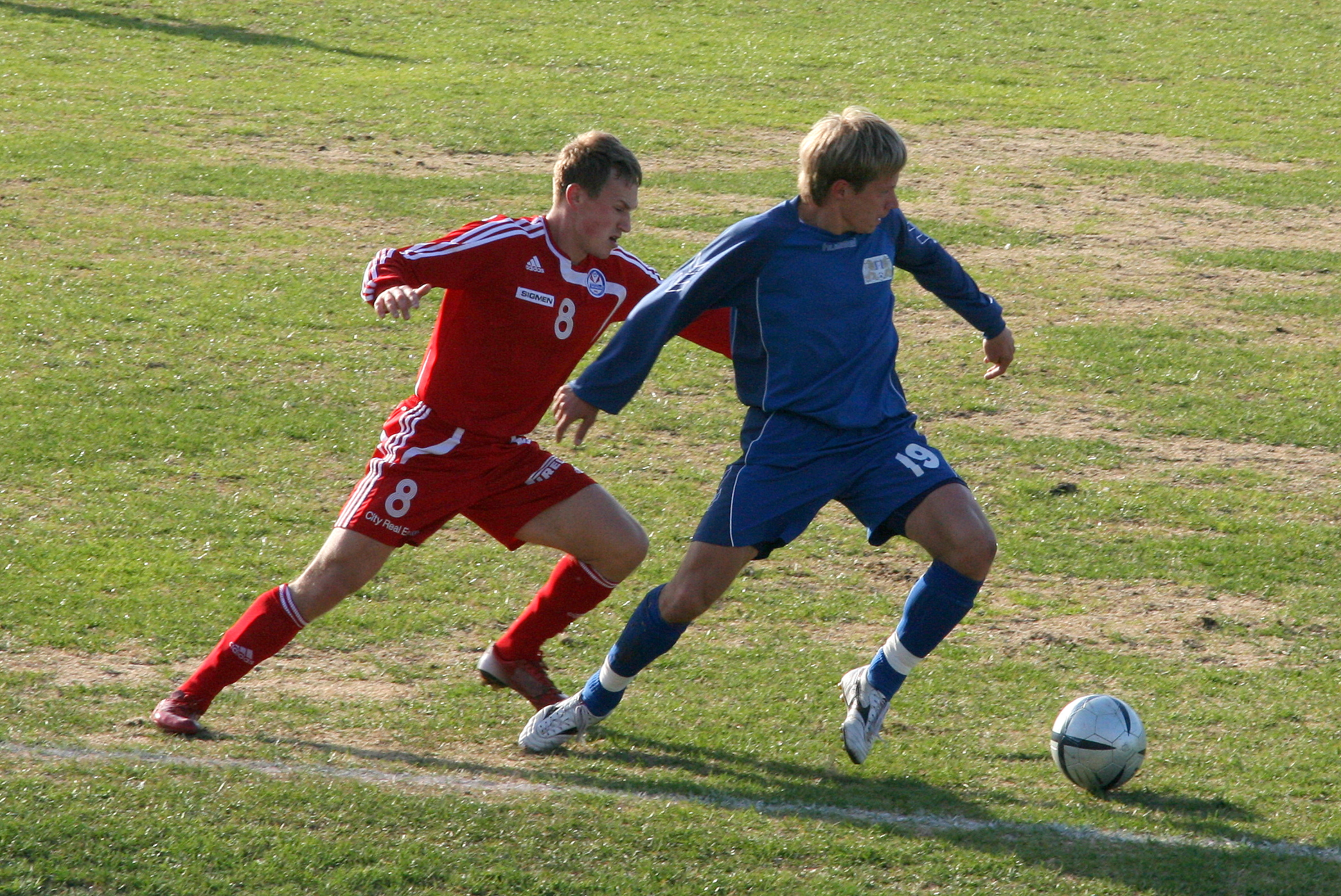
Višņakovs w barwach Skonto Ryga w 2007 roku

Višņakovs pochodzi z Rygi. Karierę piłkarską rozpoczął w miejscowym klubie – Skonto. W 2001 roku zadebiutował w jego barwach w Virslīdze, jednak nie przebił się do podstawowego składu drużyny, która została mistrzem Łotwy i zdobywcą pucharu kraju. W 2002 roku odszedł do innego stołecznego zespołu, FK Audy, gdzie grał przez rok. Następnie wrócił do Skonto, stając się podstawowym zawodnikiem. W latach 2003–2004, dwukrotnie z rzędu wywalczył z drużyną mistrzostwo Łotwy, a w 2005 roku wicemistrzostwo kraju. W kolejnych sezonach Skonto zajmowało najwyżej 3. miejsce w lidze, nie osiągając większych sukcesów.
Na początku 2009 roku Višņakovs odszedł do FK Ventspils. W sezonie 2009 zajął z nim 2. miejsce w tabeli oraz wystąpił w fazie grupowej Ligi Europejskiej. 24 lutego 2011 roku podpisał 2,5-letni kontrakt z Cracovią. Rozegrał 37 spotkań w Ekstraklasie, zdobywając 4 bramki. Po zakończeniu sezonu 2011/2012 odszedł do rosyjskiej Bałtiki Kaliningrad. 23 sierpnia 2013 roku podpisał półroczny kontrakt z Widzewem Łódź. W 2014 z Łodzi odszedł do Mołdawskiego Zimbru Kiszyniów, w którym w sezonie 2014 zagrał 12 razy zdobywając 1 bramkę. W 2015 roku wrócił do ojczyzny zasilając szeregi Skonto Ryga. Po roku w Skonto odszedł do RFS-u Ryga, w którym grał razem ze swoim bratem Eduardsem. Przez 2 lata zagrał 51 spotkań w barwach RFS-u i zdobył 4 gole. W 2018 roku został piłkarzem Spartaksa Jūrmala. Z 13 ligowymi bramkami na koncie został najskuteczniejszym strzelcem Spartaksa. Po bardzo udanym sezonie w barwach zespołu z Jurmali przeszedł do mistrza kraju - Riga FC. W barwach tego klubu rozegrał 33 spotkania i zdobył 4 bramki. Wraz z początkiem stycznia wygasła jego umowa z Rigą i stał się wolnym zawodnikiem.
| Sezon     | Klub                | Kraj     | Rozgrywki         | Mecze | Bramki |
| --------- | ------------------- | -------- | ----------------- | ----- | ------ |
| 2001      | Skonto Ryga         | Łotwa    | Virslīga          | 2     | 0      |
| 2002      | FK Auda             | Łotwa    | Virslīga          | 20    | 1      |
| 2003      | Skonto Ryga         | Łotwa    | Virslīga          | 15    | 4      |
| 2004      | Skonto Ryga         | Łotwa    | Virslīga          | 22    | 3      |
| 2005      | Skonto Ryga         | Łotwa    | Virslīga          | 26    | 7      |
| 2006      | Skonto Ryga         | Łotwa    | Virslīga          | 27    | 8      |
| 2007      | Skonto Ryga         | Łotwa    | Virslīga          | 26    | 6      |
| 2008      | Skonto Ryga         | Łotwa    | Virslīga          | 23    | 3      |
| 2009      | FK Ventspils        | Łotwa    | Virslīga          | 24    | 8      |
| 2010      | FK Ventspils        | Łotwa    | Virslīga          | 18    | 6      |
| 2010/2011 | Cracovia            | Polska   | Ekstraklasa       | 14    | 3      |
| 2011/2012 | Cracovia            | Polska   | Ekstraklasa       | 23    | 1      |
| 2012/2013 | Bałtika Kaliningrad | Rosja    | Pierwyj diwizion  | 17    | 2      |
| 2013      | FK Spartaks Jūrmala | Łotwa    | Virslīga          | 4     | 1      |
| 2013/2014 | Widzew Łódź         | Polska   | Ekstraklasa       | 20    | 1      |
| 2014/2015 | Zimbru Kiszyniów    | Mołdawia | Divizia Națională | 12    | 1      |
| 2015      | Skonto Ryga         | Łotwa    | Virslīga          | 20    | 3      |
| 2016      | RFS                 | Łotwa    | Virslīga          | 26    | 2      |
| 2017      | RFS                 | Łotwa    | Virslīga          | 25    | 2      |
| 2018      | FK Spartaks Jūrmala | Łotwa    | Virslīga          | 27    | 12     |
| 2019      | Riga FC             | Łotwa    | Virslīga          | 33    | 4      |

## Kariera reprezentacyjna
W reprezentacji Łotwy Višņakovs zadebiutował 1 grudnia 2004 roku w przegranym 2:3 towarzyskim spotkaniu z Omanem. Wraz z Łotwą występował w eliminacjach do Mistrzostw Świata 2006, 2010, 2014 i 2018 oraz Mistrzostw Europy 2008, 2012 i 2016. Dla łotewskiej kadry zagrał łącznie 81 razy.

## Życie prywatne
Jego młodszy brat Eduards także jest piłkarzem, gra w białoruskim Szachciorze Soligorsk. Aleksejs ma trójkę synów, najmłodszy trenuje piłkę nożną.